# Wolfgangsquelle (Puschendorf)
Koordinaten: 49° 31′ 14,5″ N, 10° 49′ 56,5″ O
Die Wolfgangsquelle ist der Ursprung eines kleinen linken Zulaufs des Zenn-Zuflusses Fembach im Landkreis Fürth in Mittelfranken.

## Lage
Die Quelle befindet sich im Wald in der Nähe des Quellenwegs in Puschendorf. Ein tiefer natürlicher Graben, der früher fast bis zur Fürther Straße am Altenheim reichte, weist den Weg zur Wolfgangsquelle. Die Quelle entspringt aus der Schlucht, die sich vom südlichen Teil des Areals der Diakoniegemeinschaft Puschendorf (Bäderabteilung) bis hinunter zum Bahndamm erstreckt. Ein Hinweisschild am Quellenweg zeigt dem Besucher den etwas verborgenen Ort im Wald. Es wurde ein Steig mit Holzplanken angelegt, der von zwei Seiten hinab zur Quelle führt. Ein künstlich angelegtes Wasserbecken, das kaum noch Wasser führte, ist inzwischen verschwunden.